# ヴァイマル公爵家自由絵画学校
ヴァイマル公爵家自由絵画学校（ヴァイマルこうしゃくけじゆうかいががっこう、ドイツ語: Fürstliche freie Zeichenschule Weimar）は、18世紀末から20世紀初めまでヴァイマルにあった美術・文学の学校である。日本語訳は「公国立ヴァイマル自由絵画学校」などともされる。

## 歴史

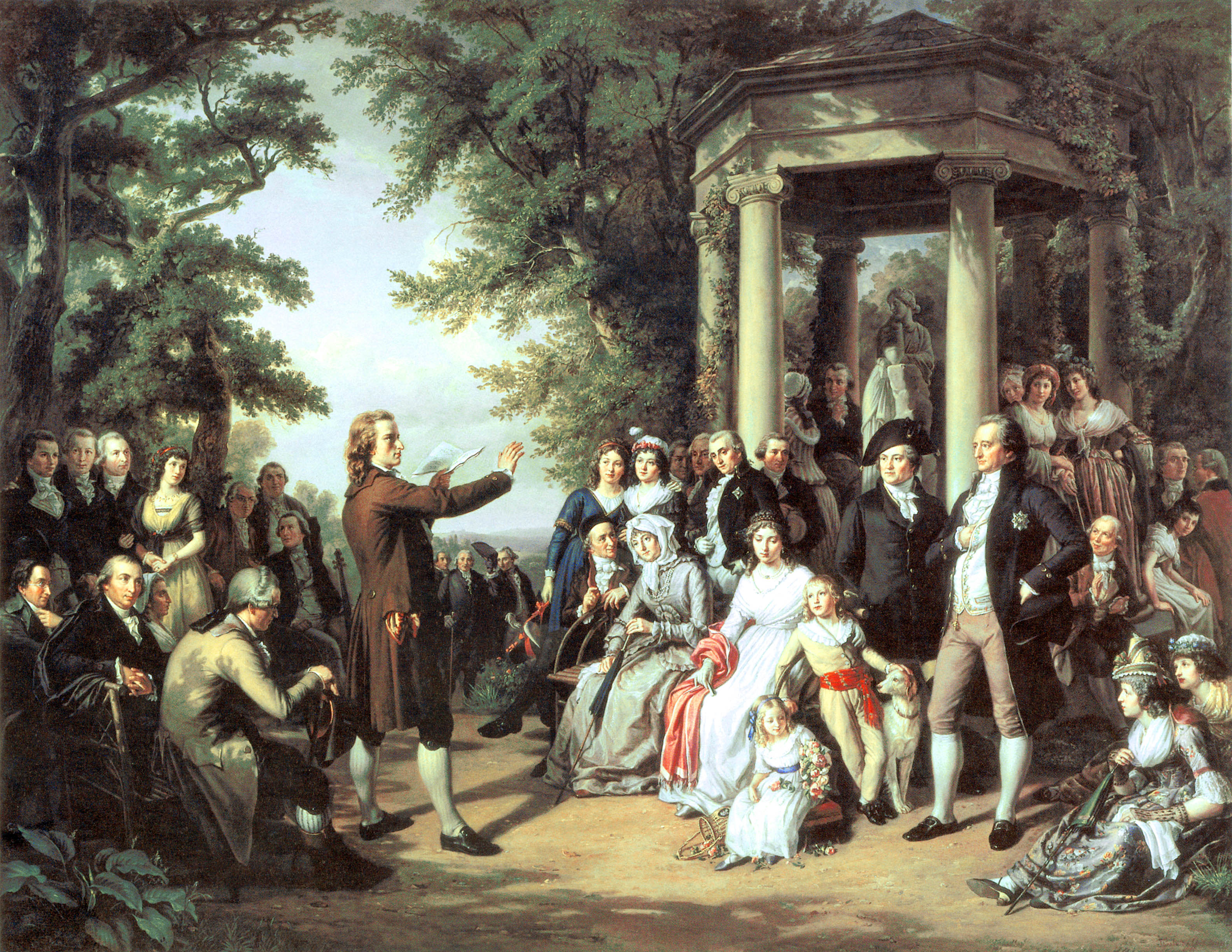
19世紀の画家Theobald von Oerの1860年に描いた「Der Weimarer Musenhof – Schiller in Tiefurt dem Hof vorlesend.（ヴァイマルのミューズの宮廷 ）」は18世紀末のシラーやゲーテが活動した啓蒙的なヴァイマルの宮廷の様子を描いている。

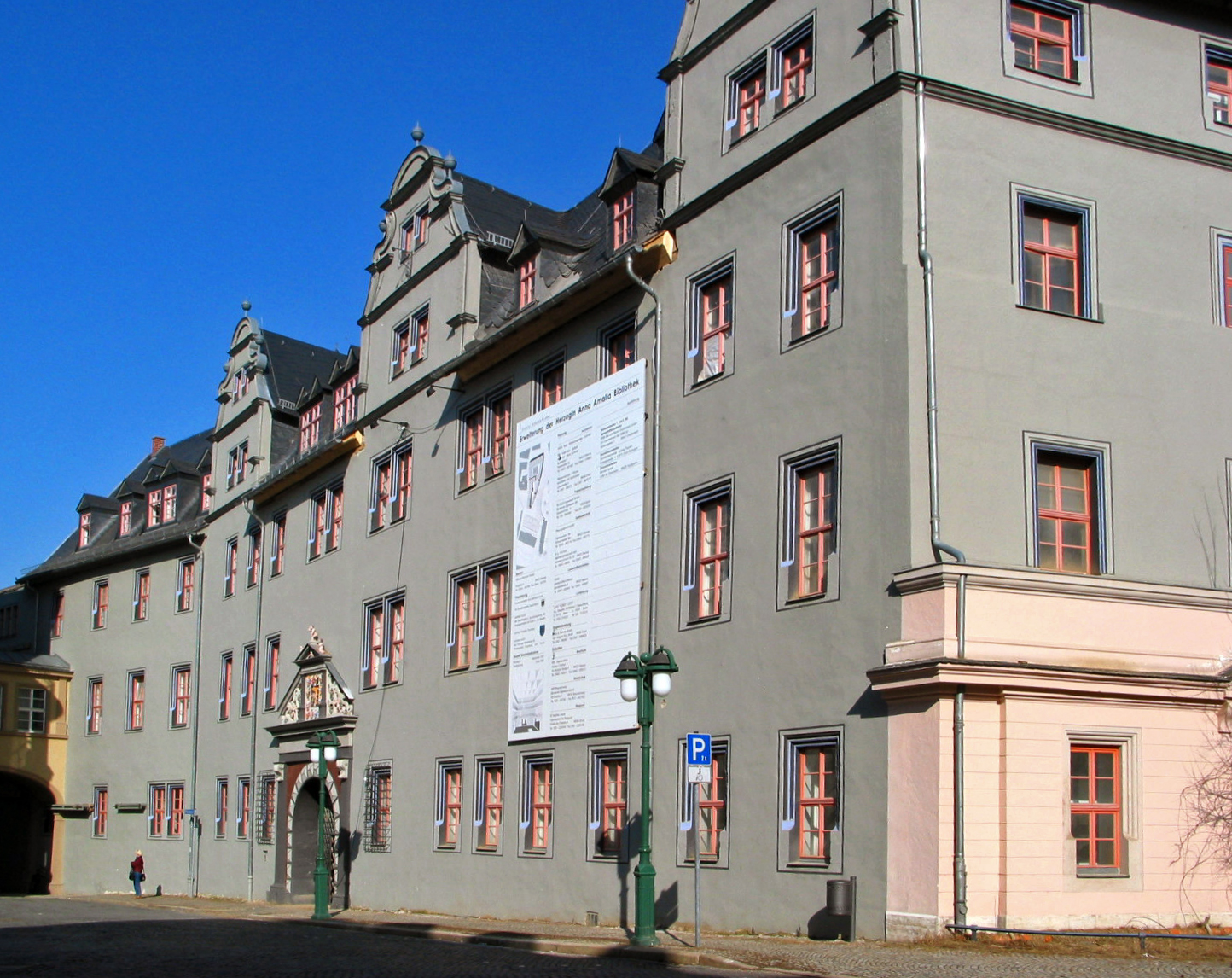
最初に自由絵画学校が開かれたヴァイマルのローテス・シュロス

1776年に、文学者で公爵の役人であったフリードリヒ・ユスティン・ベルトゥッヒと画家のゲオルク・メルヒオール・クラウスによって設立された。ザクセン＝ヴァイマル＝アイゼナハ公カール・アウグストの資金援助を受け、この学校で教えたヨハン・ヴォルフガング・フォン・ゲーテからも強い支援を受けた。同校の生徒には、後に公爵カール・アウグストの愛妾となる女優の、カロリーネ・ヤーゲマン（Karoline Jagemann）も含まれていた。
学校は1781年から1807年の間、ヴァイマルのローテス・シュロス（Rotes Schloss）に置かれた後、学生数の増加により、1807年に公爵邸に移り、その後一部はエスプラナーデ（Esplanade）、一部は元は公爵の狩猟のための建物であったグローセン・イェーガーハウス（Großen Jägerhaus）に移された。1824年ころから、グローセン・イェーガーハウスは画家ルイーゼ・ザイドラー（1786-1866）が管理者になって大公国の美術コレクションも収蔵した。
18世紀後半以降の、大公国の宮廷や裕福な人々のの間で芸術品や工芸品への関心が高まっていたことを受けて、啓蒙主義の精神のもと、日用品の美学的な洗練も目的として、地元の職人にも絵の技術を指導した。作図や絵画、銅版画の教育に加えて、建築理論や数学、古典研究も教えられた。できるだけ多くの人々に芸術を紹介するために、施設は、年齢や性別、身分をとわずすべての学生が自由に出入りできた。
学生が鑑賞や模写制作のために、美術品のコレクションを構築し、1809年以降は学校で展覧会も開いた。大公カール・オーガストの誕生日である9月3日展覧会の表彰式が開かれた。
1930年に解散した。

## 関連人物
ヴァイマル公爵家自由絵画学校で教えたり、学んだりした芸術家には以下のような人物がいる。
- ヨハン・エルンスト・ハインジウス (1731-1794)- 教授
- ゲオルク・メルヒオール・クラウス (1737–1806)- 1776–1806の間校長
- シャルロッテ・フォン・シュタイン (1742–1827) - 学生
- フェルディナント・ヤーゲマン (1780–1820)- 教授
- ヨハン・ヨーゼフ・シュメラー (1796-1841) - 学生
- フリードリヒ・プレラー (1804–1878) - 1868–1873の間校長
- カール・ハーゲマイスター (1848–1933) - 学生
- マリアンネ・ブラント (1893–1983) - 学生